# محمود محمد فرج
محمود محمد فرج (انگلیسی: Mahmoud Mohamed Farag؛ زادهٔ ۴ سپتامبر ۱۹۵۴) بازیکن والیبال اهل مصر بود.